# クリームシチュー
クリームシチュー（和製英語: cream stew）は鶏肉、豚肉などとジャガイモ、タマネギ、ニンジンなどの野菜を煮込み、ホワイトソースを加え、牛乳やスープでのばして仕上げた料理。ホワイトシチューとも呼ばれ、日本独自で発展したシチューとも言われるが名称はともかく、ベシャメルソース自体は欧米で古くから親しまれていたため、「日本独自」かどうかは定義によって異なるかもしれない。

## クリームシチューの歴史
日本においてホワイトソースを用いた料理は大正時代には確認することができる。しかしながら、ホワイトソースを用いた料理の認知度が大きく高まるのは、第二次世界大戦の終了後に学校給食に取り入れられたことがきっかけである。食糧事情が劣悪な時代、子どもたちに栄養のある食事を与えようと政府が先導して作った料理の白シチューが、クリームシチューの原型となる。ただし、当時は学校給食におけるカルシウム補給のために重視されていたのが脱脂粉乳だったため（牛乳#日本における牛乳も参照）、牛乳ではなく脱脂粉乳を使用していた。その後、脱脂粉乳は次第に牛乳に置き換えられ、現在のようなクリームシチューになってゆく。
ホワイトソースはクリームシチュー、ホワイトシチュー以外にもクリームコロッケやグラタン、クリーム煮などにも使用され、高度成長期に流行するようになる。しかしながら、小麦粉をバターで炒める際には焦げやすいうえ、それを牛乳でのばす際にはダマになりやすいといったように時間も手間もかかるソースであった。
1966年には、学校給食で人気を博した白シチューを家庭でも簡単に作れる粉末製品としてハウス食品から「クリームシチューミクス」が発売される（「ビーフシチューミクス」も発売されている）。その開発にあたってはアイルランドの伝統料理であるアイリッシュシチューが参考にされ、発売当初のパッケージには「IRISH STEW 欧風煮込み料理」の文字も入っていた。また、「ご飯のおかずになるシチュー」「毎日の食卓に違和感なく登場させられるシチュー」も開発のポイントとなっていた。
「クリームシチュー」は「クリーム（cream）」という言葉と「シチュー（stew）」という言葉を合体させた和製英語である（「ホワイトシチュー」も同様）。

## コーンクリームシチュー

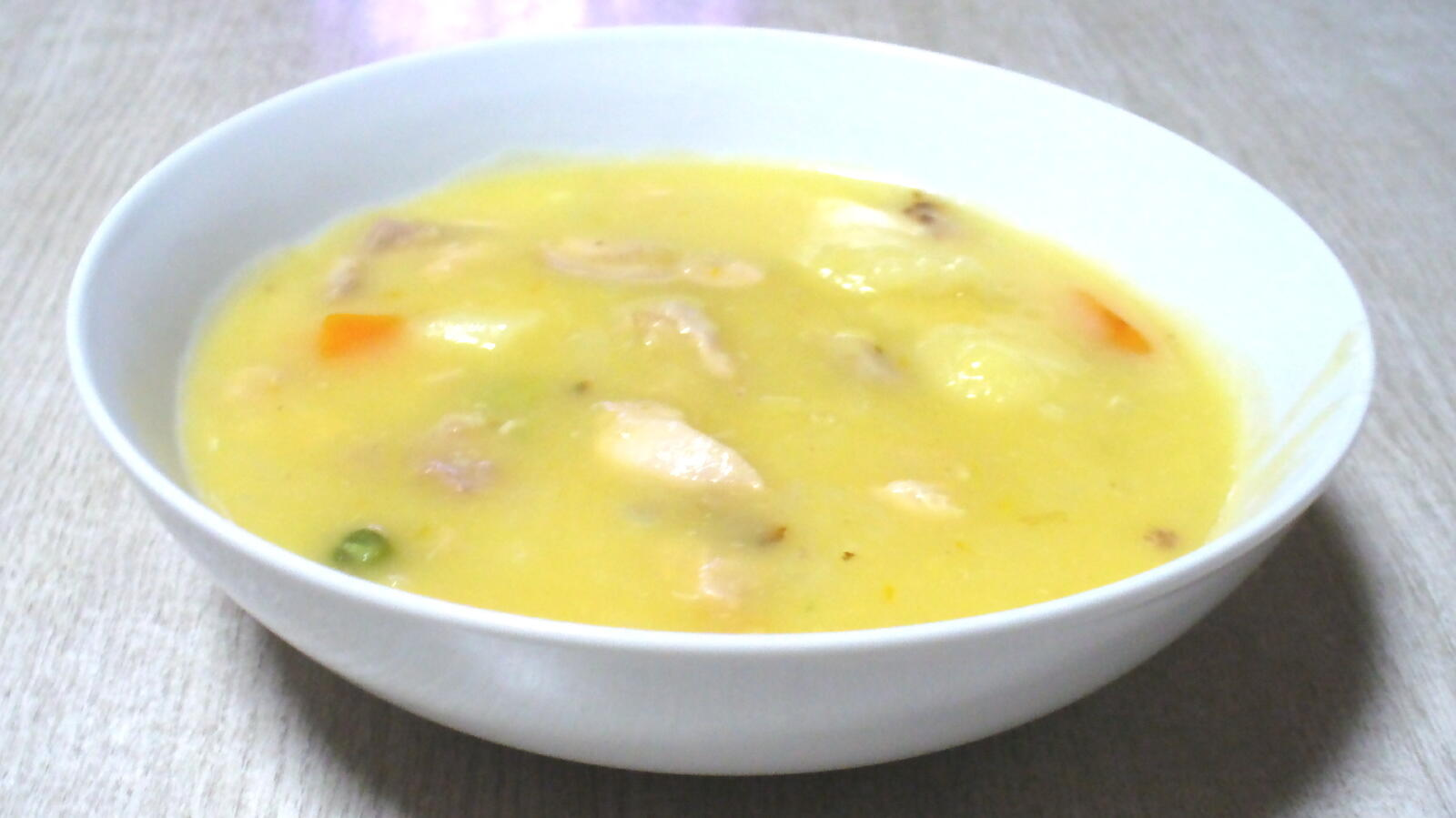
日本のコーンクリームシチュー

コーンクリームをたっぷり入れたシチュー。市販の「コーンクリームシチュー」ルウで作る方法も、缶や紙パックのトウモロコシで一から作る方法もある。

## カレーシチュー
クリームシチューにカレー風味を付けた料理をカレーシチューと呼ぶ。
学校給食としても提供されており「もう一度食べたい」と感想を抱く人は少なくない。なお、2022年時点でも人気のあるメニューとして学校給食に提供している地域もある。
ハウス食品からは自社のカレーをブレンドした「カレーシチューミクス」が、ボルシチをイメージした味の「トマトシチューミクス」と共に1968年より販売されている。なお、トマトシチューミクスは1970年に、カレーシチューミクスは1990年に終売となっている。

## クリームシチューをめぐる食の論争
日本では、クリームシチューをめぐって「食の論争」が起きることがたびたびある。一例として、「クリームシチューに合わせるのはパンかご飯か？」、「クリームシチューをご飯にかけるのはありか、なしか？」というものがある。
こういった論争が起きる背景に、ビーフシチューと違ってクリームシチューは外食としてはあまり見られず、家庭料理として家庭内で進化してきたことにあるのではないかとの推測がある。日本以外にルーツを持つ料理であれば、「その国での食べ方はこれこれである」といったような情報もあるが、上述のようにクリームシチューは日本国内が発祥であり、家庭料理であるがゆえに各家庭で異なる進化を遂げているため、育った家庭が異なればクリームシチューをご飯にかけるのを許容するかしないかといった点が議論の発端となりやすい。
ハウス食品が2016年に行った投票によれば、日本全国の合算では「ご飯にかけない」が58%、「ご飯にかける」が42%という結果が出ている。ただし、この比率には地方差が顕著に出ており、東北では「ご飯にかける」が比較的多く、沖縄県では「ご飯にかける」が70%と都道府県別でもトップの結果となっている。なお、ハウス食品からは2017年にご飯にかけることを念頭に置いた製品の「シチューオンライス」を販売している。